# カプレッツォ
カプレッツォ（伊: Caprezzo）は、イタリア共和国ピエモンテ州ヴェルバーノ・クジオ・オッソラ県にある、人口約200人の基礎自治体（コムーネ）。

## 地理

### 位置・広がり
| 隣接するコムーネは以下の通り。 - カンビアスカ - イントラーニャ - ミアッツィーナ - ヴィニョーネ |